# Kavalier
Der Begriff Kavalier (frz. chevalier, cavalier, ital. cavaliere oder (historisch) cavalier, engl. cavalier)  kommt vom lateinischen Wort caballarius, das Pferdeknecht bedeutet (zu caballus Gaul, Hengst, Pferd). Er stand ursprünglich für einen Reiter, später für einen Ritter oder einen Mann ritterlicher, d. h. adliger, Herkunft. Seit dem Barock bezeichnet er generell vornehme Männer mit ritterlichen Tugenden, oft eingeengt auf die Bedeutung „Beschützer der Damen“. Später bezeichnete Kavalier einfach den Begleiter einer Dame, zuletzt Herren mit höflichen Umgangsformen gegenüber Damen.

## Englischer Bürgerkrieg
Im Englischen Bürgerkrieg (1642–1649) war „Cavalier“ die Parteibezeichnung für die Anhänger König Karls I. Die Cavaliers bezeichneten ihre republikanischen Gegner spöttisch als „Roundheads“ („Rundköpfe“). Die Cavaliers waren meist Großgrundbesitzer und setzten sich als Royalisten für die Vorrechte der Krone und den Erhalt der anglikanischen Kirche ein. Im Parlament führten ab Ende des 17. Jahrhunderts die Tories die politische Tradition der Cavaliers fort.

## Maler
Einige italienische Maler sind oder waren als „Cavalier“ in die Geschichte eingegangen, beispielsweise ist der Cavalier d’Arpino unter seinem eigentlichen Namen Giuseppe Cesari viel bekannter als unter Cavalier d’Arpino. Er wurde so genannt, weil er vom Papst mit einem Christusritterorden ausgezeichnet worden war. Mattia Preti war allgemein als Cavalier Calabrese bekannt, nachdem er Malteserritter geworden war.